# Hong Kong nos Jogos Olímpicos de Inverno de 2022
Hong Kong participou dos Jogos Olímpicos de Inverno de 2022, realizados em Pequim, na China.
Foi a sexta aparição do país em Olimpíadas de Inverno. Foi representado por três atletas: Adrian Yung e Audrey King, no esqui alpino, e Sidney Chu, na patinação de velocidade em pista curta. Também foi a maior participação de atletas do país em Jogos de Inverno.

## Competidores
Esta foi a participação por modalidade nesta edição:
| Esporte                                | Masculino | Feminino | Total |
| -------------------------------------- | --------- | -------- | ----- |
| Esqui alpino                           | 1         | 1        | 2     |
| Patinação de velocidade em pista curta | 1         | 0        | 1     |
| Total                                  | 2         | 1        | 3     |

## Desempenho

### Esqui alpino
Masculino
| Atleta      | Evento         | Descida 1 | Descida 1 | Descida 2   | Descida 2   | Total       | Total       | Total       | Ref.  |
| Atleta      | Evento         | Tempo     | Pos.      | Tempo       | Pos.        | Tempo       | Dif.        | Pos.        | Ref.  |
| ----------- | -------------- | --------- | --------- | ----------- | ----------- | ----------- | ----------- | ----------- | ----- |
| Adrian Yung | Slalom gigante | DNF       | DNF       | Não avançou | Não avançou | Não avançou | Não avançou | Não avançou | [ 5 ] |

Feminino
| Atleta      | Evento | Descida 1 | Descida 1 | Descida 2   | Descida 2   | Total       | Total       | Total       | Ref.  |
| Atleta      | Evento | Tempo     | Pos.      | Tempo       | Pos.        | Tempo       | Dif.        | Pos.        | Ref.  |
| ----------- | ------ | --------- | --------- | ----------- | ----------- | ----------- | ----------- | ----------- | ----- |
| Audrey King | Slalom | DNF       | DNF       | Não avançou | Não avançou | Não avançou | Não avançou | Não avançou | [ 6 ] |

### Patinação de velocidade em pista curta
Masculino
| Atleta     | Evento | Eliminatórias | Eliminatórias | Quartas     | Quartas     | Semifinal   | Semifinal   | Final       | Final       | Ref.  |
| Atleta     | Evento | Tempo         | Pos.          | Tempo       | Pos.        | Tempo       | Pos.        | Tempo       | Pos.        | Ref.  |
| ---------- | ------ | ------------- | ------------- | ----------- | ----------- | ----------- | ----------- | ----------- | ----------- | ----- |
| Sidney Chu | 500 m  | 44.857        | 3             | Não avançou | Não avançou | Não avançou | Não avançou | Não avançou | Não avançou | [ 7 ] |

Legenda
| Recorde mundial      | Recorde mundial (World record)               |                       | Recorde africano                      | Recorde africano (African) |                                           | Q | Classificado por posição (Qualified) |
| Recorde olímpico     | Recorde olímpico (Olympic record)            | Recorde da América    | Recorde da América (Americas)         | q                          | Classificado por melhor tempo (Qualified) |   |                                      |
| Melhor marca do ano  | Melhor marca do ano (World leading)          | Recorde asiático      | Recorde asiático (Asian)              | DNS                        | Não largou (Did not start)                |   |                                      |
| Recorde nacional     | Recorde nacional (National record)           | Recorde europeu       | Recorde europeu (European)            | DNF                        | Não terminou (Did not finish)             |   |                                      |
| Recorde pessoal      | Recorde pessoal do atleta (Personal best)    | Recorde da Oceania    | Recorde da Oceania (Oceania)          | DSQ / DQ                   | Desclassificado (Disqualified)            |   |                                      |
| Recorde da temporada | Recorde da temporada do atleta (Season best) | Recorde sul-americano | Recorde sul-americano (South America) | NM                         | Sem marca (No mark)                       |   |                                      |